# Giro del Veneto 1988
Il Giro del Veneto 1988, sessantunesima edizione della corsa, si svolse il 3 settembre 1988 su un percorso di 228 km. La vittoria fu appannaggio dell'italiano Moreno Argentin, che completò il percorso in 5h23'00", precedendo i connazionali Bruno Cenghialta e Gianni Bugno.

## Ordine d'arrivo (Top 10)
| Pos. | Corridore         | Squadra                | Tempo    |
| ---- | ----------------- | ---------------------- | -------- |
| 1    | Moreno Argentin   | Gewiss-Bianchi         | 5h23'00" |
| 2    | Bruno Cenghialta  | Ariosta-Gres           | s.t.     |
| 3    | Gianni Bugno      | Château d'Ax Salotti   | a 1"     |
| 4    | Pierino Gavazzi   | Fanini-Seven Up        | s.t.     |
| 5    | Massimo Ghirotto  | Carrera Jeans-Vagabond | s.t.     |
| 6    | Edoardo Rocchi    | Selca-Ciclolinea-Conti | s.t.     |
| 7    | Marco Giovannetti | Gis Gelati-Jollyscarpe | s.t.     |
| 8    | Davide Cassani    | Gewiss-Bianchi         | s.t.     |
| 9    | Walter Magnago    | Carrera Jeans-Vagabond | s.t.     |
| 10   | Marino Amadori    | Alfa Lum               | s.t.     |